# Caroline Claire
Caroline Claire (ur. 2 lutego 2000 w Edinie) – amerykańska narciarka dowolna, specjalizująca się w slopestyle'u oraz big airze. W 2015 roku wystartowała na mistrzostwach świata juniorów w Valmalenco, gdzie wywalczyła brązowy medal. W zawodach Pucharu Świata zadebiutowała 24 stycznia 2016 roku w Mammoth Mountain, zajmując dziesiąte miejsce w slopestyle'u. Tym samym już w swoim debiucie zdobyła pierwsze pucharowe punkty. Na podium zawodów pucharowych po raz pierwszy stanęła nieco ponad rok później 28 stycznia 2017 roku w Seiser Alm, zajmując trzecie miejsce w tej samej konkurencji. Wyprzedziły ją tam jedynie Sarah Höfflin ze Szwajcarii oraz Francuzka Coline Ballet-Baz. W sezonie 2017/2018 zajęła trzecie miejsce w klasyfikacji końcowej slopestyle'u. W 2018 roku wystartowała na igrzyskach olimpijskich w Pjongczangu, gdzie zajęła 23. miejsce. Na mistrzostwach świata zadebiutowała w 2019 roku, gdzie zajęła 16. miejsce w big airze.

## Osiągnięcia

### Igrzyska olimpijskie
| Miejsce | Dzień     | Rok  | Miejscowość | Konkurencja | Zwyciężczyni     |
| ------- | --------- | ---- | ----------- | ----------- | ---------------- |
| 23.     | 17 lutego | 2018 | Pjongczang  | Slopestyle  | Sarah Höfflin    |
| 24.     | 8 lutego  | 2022 | Pekin       | Big Air     | Eileen Gu        |
| DNS     | 15 lutego | 2022 | Pekin       | Slopestyle  | Mathilde Gremaud |

### Mistrzostwa świata
| Miejsce | Dzień    | Rok  | Miejscowość | Konkurencja | Zwyciężczyni |
| ------- | -------- | ---- | ----------- | ----------- | ------------ |
| 16.     | 2 lutego | 2019 | Park City   | Big Air     | Tess Ledeux  |

### Puchar Świata

#### Miejsca w klasyfikacji generalnej
- sezon 2015/2016: 123.
- sezon 2016/2017: 79.
- sezon 2017/2018: 26.
- sezon 2018/2019: 49.
- sezon 2019/2020: 50.

Od sezonu 2020/2021 klasyfikacja generalna została zastąpiona przez klasyfikację Park & Pipe (OPP), łączącą slopestyle, halfpipe oraz big air.
- sezon 2021/2022: 38.

#### Miejsca na podium w zawodach
1. Seiser Alm – 28 stycznia 2017 (slopestyle) – 3. miejsce
2. Stubaital – 26 listopada 2017 (slopestyle) – 3. miejsce
3. Mammoth Mountain – 20 stycznia 2018 (slopestyle) – 3. miejsce
4. Seiser Alm – 16 marca 2018 (slopestyle) – 1. miejsce
5. Cardrona – 7 września 2018 (big air) – 2. miejsce
6. Seiser Alm – 18 stycznia 2020 (slopstyle) – 1. miejsce